# Блейн Тауншип (округ Вашингтон, Пенсільванія)
Блейн Тауншип (англ. Blaine Township) — селище (англ. township) в США, в окрузі Вашингтон штату Пенсільванія. Населення — 617 осіб (2020).

## Демографія
Згідно з переписом 2010 року, у селищі мешкало 690 осіб у 248 домогосподарствах у складі 206 родин. Було 262 помешкання
Расовий склад населення:
| - 98,3 % — білих - 0,6 % — азіатів - 0,1 % — чорних або афроамериканців |

До двох чи більше рас належало 1,0 %. Частка іспаномовних становила 0,1 % від усіх жителів.
За віковим діапазоном населення розподілялося таким чином: 25,8 % — особи молодші 18 років, 61,9 % — особи у віці 18—64 років, 12,3 % — особи у віці 65 років та старші. Медіана віку мешканця становила 39,9 року. На 100 осіб жіночої статі у селищі припадало 95,5 чоловіків;  на 100 жінок у віці від 18 років та старших — 93,9 чоловіків також старших 18 років.
Середній дохід на одне домашнє господарство  становив 85 172 долари США (медіана — 76 023), а середній дохід на одну сім'ю — 84 276 доларів (медіана — 77 361). За межею бідності перебувало 9,7 % осіб, у тому числі 15,2 % дітей у віці до 18 років та 0,0 % осіб у віці 65 років та старших.
Цивільне працевлаштоване населення становило 348 осіб. Основні галузі зайнятості: освіта, охорона здоров'я та соціальна допомога — 23,0 %, роздрібна торгівля — 14,1 %, виробництво — 11,2 %, науковці, спеціалісти, менеджери — 10,6 %.